# Тринадцять за обідом
«Тринадцать за обідом» (англ. Thirteen at Dinner) — британсько-американський детективний фільм 1985 року. Екранізація роману «Смерть лорда Еджвера» Агати Крісті. Третій з шести фільмів, де роль Еркюля Пуаро виконав Пітер Устінов.

## Сюжет
Детектива Еркюля Пуаро запрошують на телевізійне шоу Девіда Фроста, де він та його приятель капітан Гастінгс опиняються у товаристві зірок шоу-бізнесу. Вечір продовжується у лондонському готелі «Савой», де відома акторка Джейн Вілкінсон скаржиться Пуаро, що їй ніяк не вдається отримати розлучення від свого чоловіка, лорда Еджвера, і просить детектива поговорити з ним. Наступного ранку Пуаро відвідує лорда Еджвера, який повідомляє йому, що здивований його візитом, бо він згоден на розлучення і повідомив про це свою дружину. Того ж дня інспектор Джепп сповіщає Пуаро, що лорда Еджвера вбито, і той долучається до розслідування. Підозра падає на Джейн, але у неї залізне алібі, — під час вбивства вона перебувала на званому обіді, де окрім неї були присутні ще дванадцятеро осіб.

## У ролях
| Актор            | Роль                             |
| ---------------- | -------------------------------- |
| Пітер Устінов    | Еркюль Пуаро                     |
| Девід Суше       | інспектор Джепп                  |
| Джонатан Сесіл   | капітан Артур Гастингс           |
| Фей Данавей      | Джейн Вілкінсон / Карлотта Адамс |
| Лі Горслі        | Браян Марті                      |
| Білл Наї         | Рональд Марш                     |
| Діана Кін        | Дженні Драйвер                   |
| Джон Баррон      | лорд Джордж Еджвер               |
| Леслі Данлоп     | Еліс Беннетт                     |
| Алан Катчбертсон | сер Монтегю Корнер               |
| Джон Страйд      | кінорежисер                      |
| Лу Антоніо       | кінопродюсер                     |
| Аманда Пейс      | Джеральдін Марш                  |
| Бенедикт Тейлор  | Дональд Росс                     |
| Девід Фрост      | у ролі самого себе               |
| Евріл Елгар      | міс Керрол                       |
| Памела Салем     | місіс Вайдбурн                   |
| Сью Ллойд        | жінка, яка виступає на мітингу   |